# Seirijai

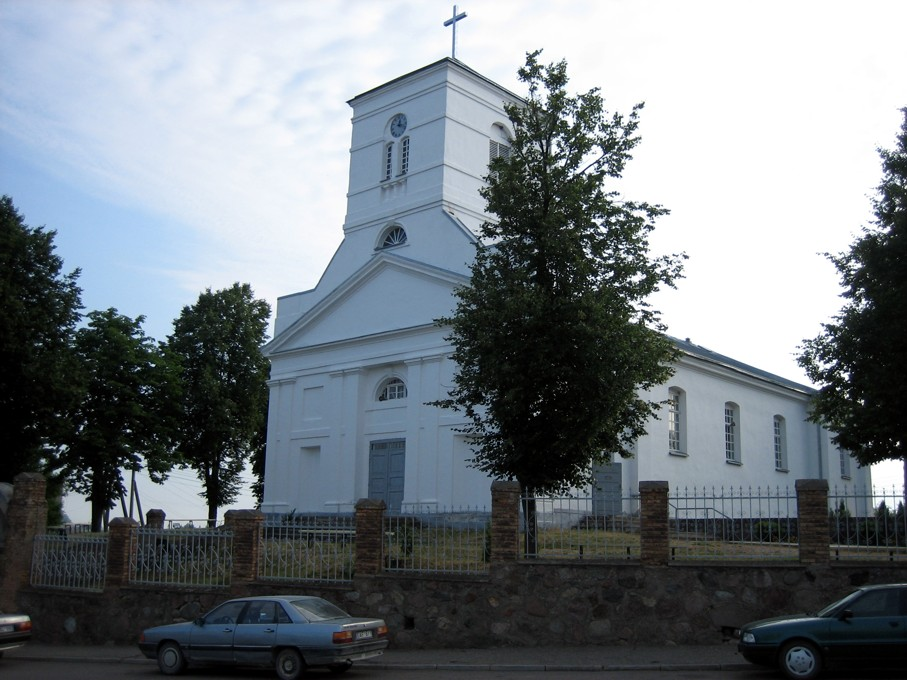
Katholische Kirche

Seirijai (polnisch Sereje, deutsch Serrey) ist ein Städtchen (miestelis) in der Rajongemeinde Lazdijai, Litauen.

## Geschichte
Serrey war eine im heutigen Litauen gelegene Herrschaft, die von 1383 bis 1398 zum Deutschen Orden und 1691 bis 1793 gemeinsam mit der Herrschaft Tauroggen zu Preußen gehörte. Es wurde wegen der isolierten Lage als Enklave im zu dieser Zeit noch zu Polen gehörenden Litauen als „Entschädigung“ für die Zweite Polnische Teilung an Polen-Litauen abgetreten, fiel aber im Rahmen der dritten Teilung mit Neuostpreußen schon 1795 wieder an Preußen, 1807 an das polnische Herzogtum Warschau und 1815 schließlich an Russland. Serrey befand sich zwischen der Ostgrenze der Provinz Ostpreußen und dem mittleren Abschnitt der Memel, etwa 20 Kilometer südlich der litauischen Stadt Alytus.
Die katholische Kirche der Jungfrau Maria Skapulier in Seirijai wurde 1584 errichtet.